# La lancia che uccide
La lancia che uccide (Broken Lance) è un film western in Cinemascope del 1954 diretto da Edward Dmytryk.
È ispirato al romanzo I'll Never Go There Anymore di Jerome Weidman del 1941.

## Trama

Spencer Tracy in una scena

Matt Deveraux, proprietario terriero e padre-padrone che accentra tutto il potere nella gestione del suo ranch, scopre che i metodi di lavoro in una miniera di rame avvelenano l'acqua dei suoi pascoli e decide di farsi giustizia da solo. Dei suoi 4 figli l'unico pronto a venirgli in aiuto addossandosi la colpa delle violenze è l'ultimogenito Joe, figlio della sua seconda moglie indiana. Ma il suo sacrificio purtroppo non farà altro che rendere ancora più violento il conflitto coi suoi fratelli, soprattutto col maggiore, Ben.